# Hiromasa Yonebayashi
米林 宏昌
Hiromasa Yonebayashi (米林 宏昌, Yonebayashi Hiromasa) est un intervalliste, animateur et réalisateur japonais. Il est né le 10 juillet 1973  dans la préfecture d'Ishikawa, au Japon. Il travaille pour le Studio Ghibli entre 1996 et 2014, puis pour le Studio Ponoc.

## Biographie
Hiromasa Yonebayashi est né le 10 juillet 1973 dans la ville de Nonoichi dans la préfecture d'Ishikawa. Il poursuit des études de design à l'Université d'Art de Kanazawa puis rentre au studio Ghibli en 1996. Rentré comme intervalliste, il participe à la plupart des films de Hayao Miyazaki et devient animateur sur Le Voyage de Chihiro en 2001. Il prend son premier poste à responsabilité sur Les Contes de Terremer, sorti en 2006, où il est codirecteur d'animation. Il a participé également à certains courts métrages du studio comme Mei to Konekobasu (animateur) et Kūsō no sora tobu kikaitachi (directeur de l'animation). Il réalise son premier film, Arrietty, le petit monde des chapardeurs, en 2010, puis son deuxième, Souvenirs de Marnie, en 2014. Fin 2014, il quitte le Studio Ghibli.
Hiromasa Yonebayashi travaille alors pour le studio Ponoc dont il réalise le premier long-métrage, Mary et la fleur de la sorcière, en 2017. Il réalise ensuite un court-métrage, Kanini & Kanino, au sein du programme de courts-métrages Modest Heroes en 2018.

## Filmographie

### Réalisateur
- 2010 : Arrietty, le petit monde des chapardeurs (借りぐらしのアリエッティ, Karigurashi no Arrietty?)
- 2014 : Souvenirs de Marnie (思い出のマーニー, Omoide no Marnie?)
- 2017 : Mary et la fleur de la sorcière (メアリと魔女の花, Meari to majo no hana?)
- 2018 : Kanini & Kanino (カニーニとカニーノ―, Kanīni to Kanīno?) (court-métrage)

### Scénariste
- 2014 : Souvenirs de Marnie (思い出のマーニー, Omoide no Marnie?) de lui-même
- 2017 : Mary et la fleur de la sorcière (メアリと魔女の花, Meari to majo no hana?) de lui-même
- 2018 : Kanini & Kanino (カニーニとカニーノ―, Kanīni to Kanīno?) de lui-même (court-métrage)

### Animateur

#### Cinéma
- 1997 : Princesse Mononoké (もののけ姫, Mononoke hime?) de Hayao Miyazaki
- 1998 : Jin-Roh, la brigade des loups (人狼, Jinrō?) de Hiroyuki Okiura
- 1999 : Mes voisins les Yamada (ホーホケキョ となりの山田くん, Hōhokekyo tonari no Yamada-kun?) d'Isao Takahata
- 2001 : Le Voyage de Chihiro (千と千尋の神隠し, Sen to Chihiro no kamikakushi?) de Hayao Miyazaki
- 2002 : Mei to Konekobasu (めいとこねこバス?, littéralement Mei et le Chatonbus) de Hayao Miyazaki (court-métrage)
- 2004 : Le Château ambulant (ハウルの動く城, Hauru no ugoku shiro?) de Hayao Miyazaki
- 2006 : Les Contes de Terremer (ゲド戦記, Gedo senki?) de Gorō Miyazaki
- 2006 : Monomon l'araignée d'eau (水グモもんもん, Mizugumo Monmon?) de Hayao Miyazaki (court-métrage)
- 2008 : Ponyo sur la falaise (崖の上のポニョ, Gake no ue no Ponyo?) de Hayao Miyazaki
- 2010 : Arrietty, le petit monde des chapardeurs (借りぐらしのアリエッティ, Karigurashi no Arrietty?) de lui-même
- 2011 : La Colline aux coquelicots (コクリコ坂から, Kokuriko zaka kara?) de Gorō Miyazaki
- 2013 : Le vent se lève (風立ちぬ, Kaze tachinu?) de Hayao Miyazaki
- 2014 : Souvenirs de Marnie (思い出のマーニー, Omoide no Marnie?) de lui-même
- 2017 : Mary et la fleur de la sorcière (メアリと魔女の花, Meari to majo no hana?) de lui-même
- 2018 : Kanini & Kanino (カニーニとカニーノ―, Kanīni to Kanīno?) de lui-même (court-métrage)

#### Télévision
- 1998 : Serial Experiments Lain (シリアルエクスペリメンツレイン, Shiriaru ekusuperimentsu Rein?)
- 2000 : Ghiblies (ギブリーズ, Giburiizu?) de Yoshiyuki Momose
- 2004 : Monster (モンスター, Monsutā?)
- 2017 : Ballroom e yōkoso (ボールルームへようこそ, Bōrurūmu e yōkoso?)